# 营盘村墓群
营盘村墓群位于中华人民共和国云南省丽江市永胜县六德傈僳族彝族乡玉水村委会营盘自然村西北的山坡，是彝族支系他留人的氏族于明清之际修建的墓地。

## 历史
他留人也称他鲁人，自称“他鲁苏”，世居于今永胜县六德乡他留山附近的双河、云山、玉水三个行政村。墓群占地面积约30.4万平方米，共有包石塚墓近7000余座，其中基本完好的约2500余座。据墓碑记载，墓的埋葬年代最早为明万历年间，晚至民国时期，墓地使用年限约有400年，以清康、雍、乾时期最为繁盛。墓群以东原有他留人聚居的城堡，毁于清咸同年间的战乱。

## 形式
墓葬基本上为土坑墓，地面垒封土，左右与后部用长条石垒砌，多数墓前立有牌坊式墓碑，并浮雕各种瑞兽和奇花异草，线条精美粗犷。墓碑由碑框、碑额、碑座、边柱、供台等部分构成。碑体多为长方形，通高均在1.5～2米之间，宽1.5～4米左右。类型分为一字碑和进深碑两种。1998年，墓群作为“六德他留人墓地及城堡”的主要部分被公布为云南省文物保护单位。2006年公布为第六批全国重点文物保护单位。

## 图片

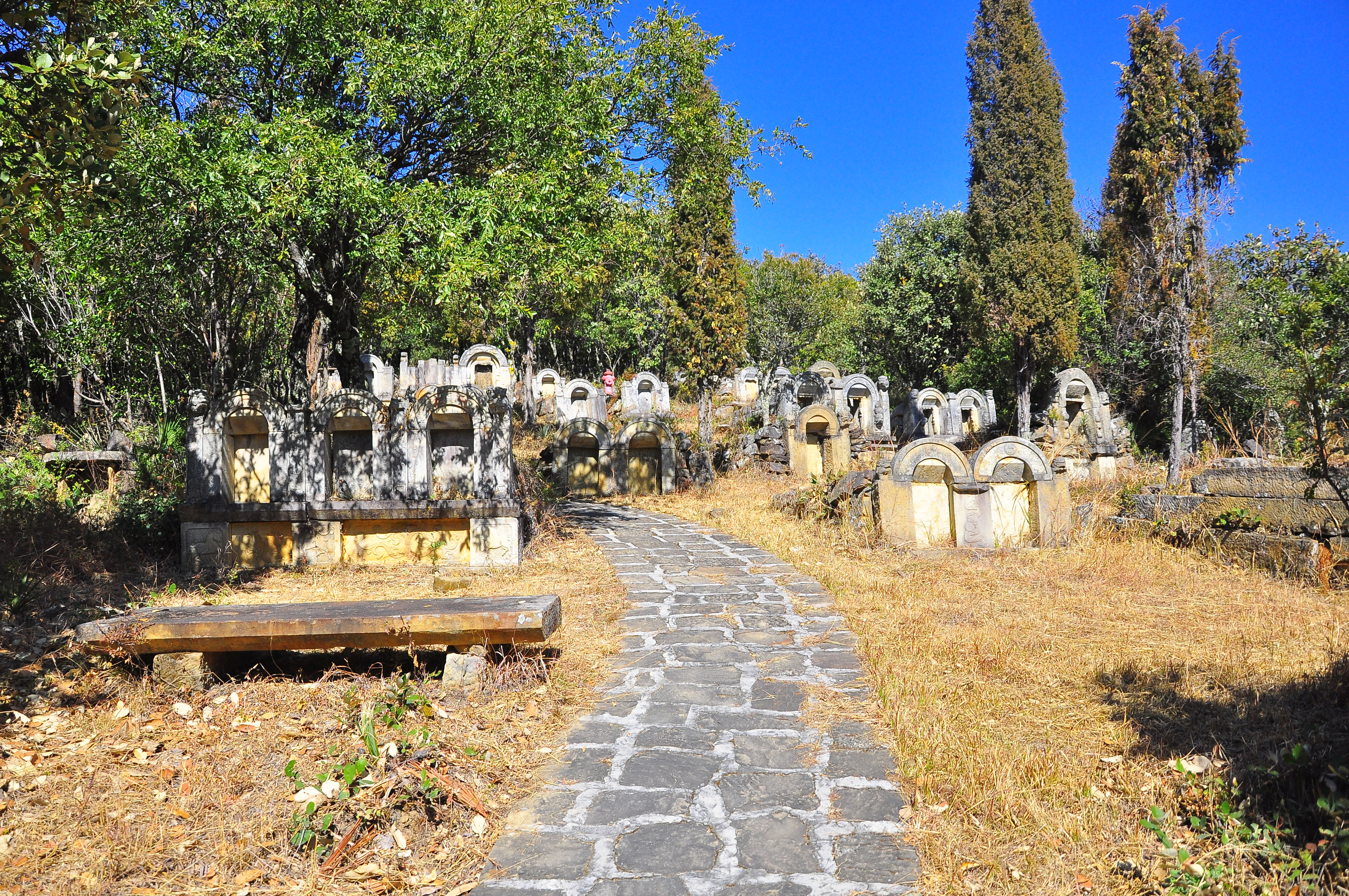
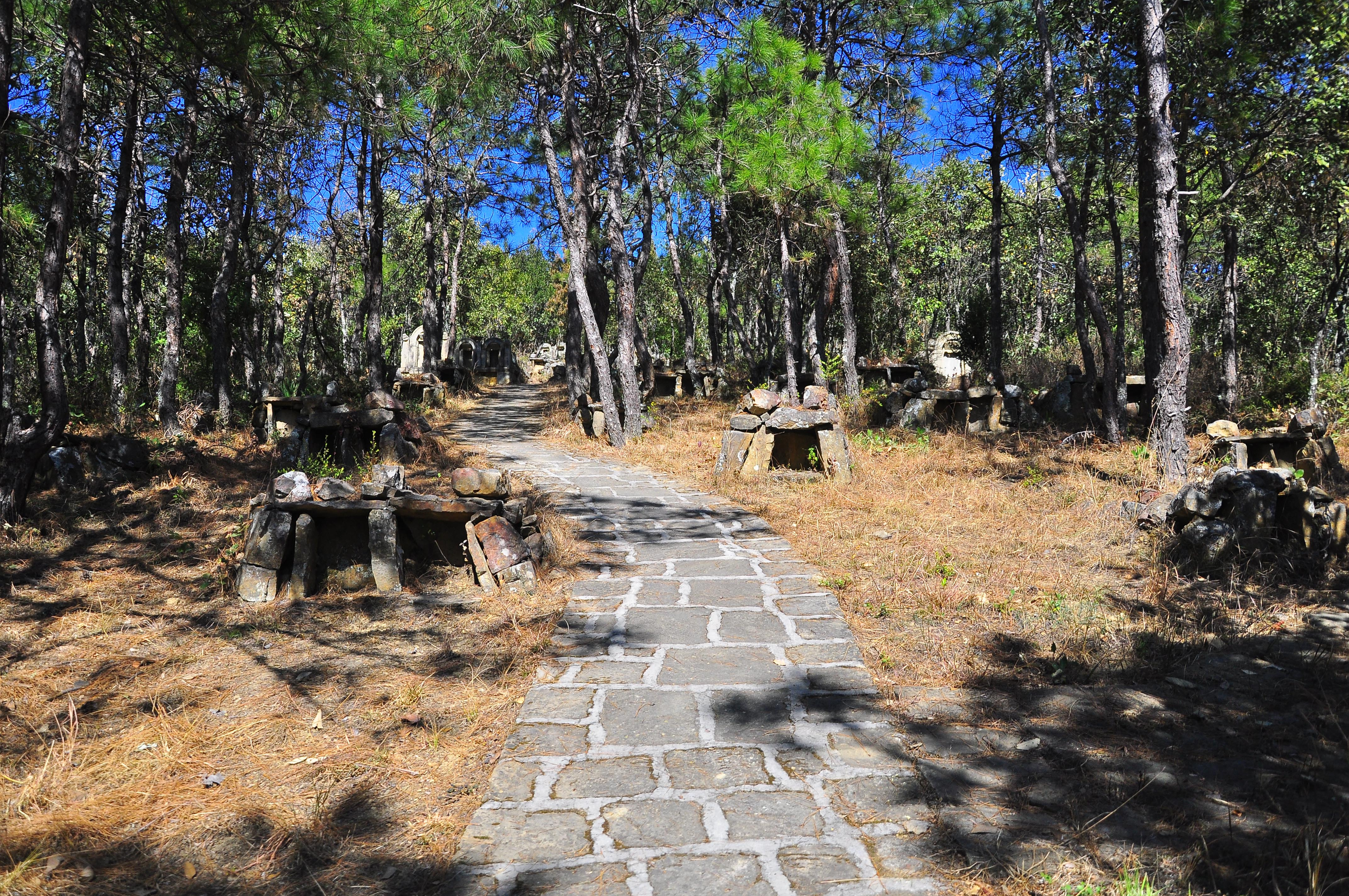
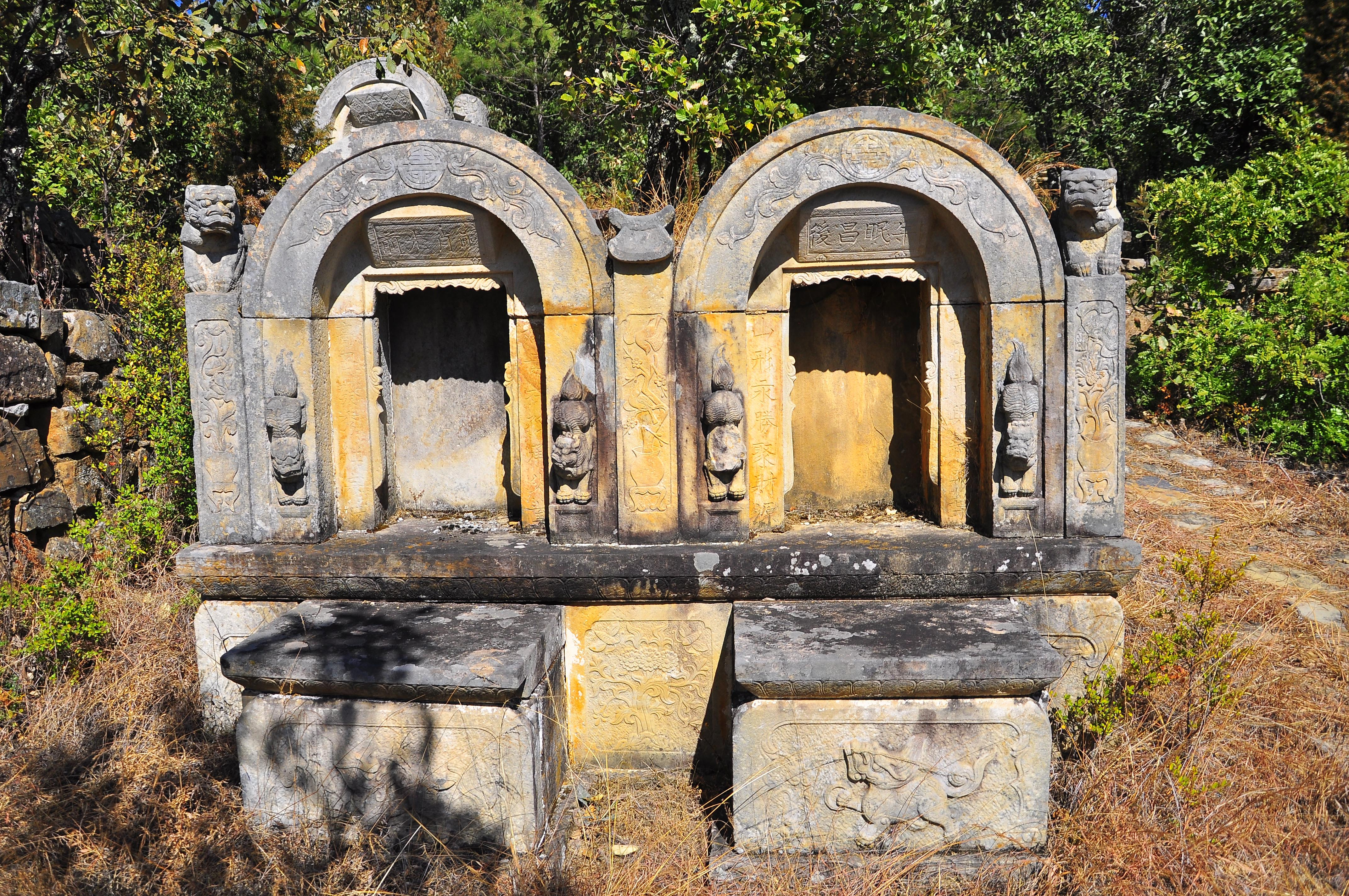
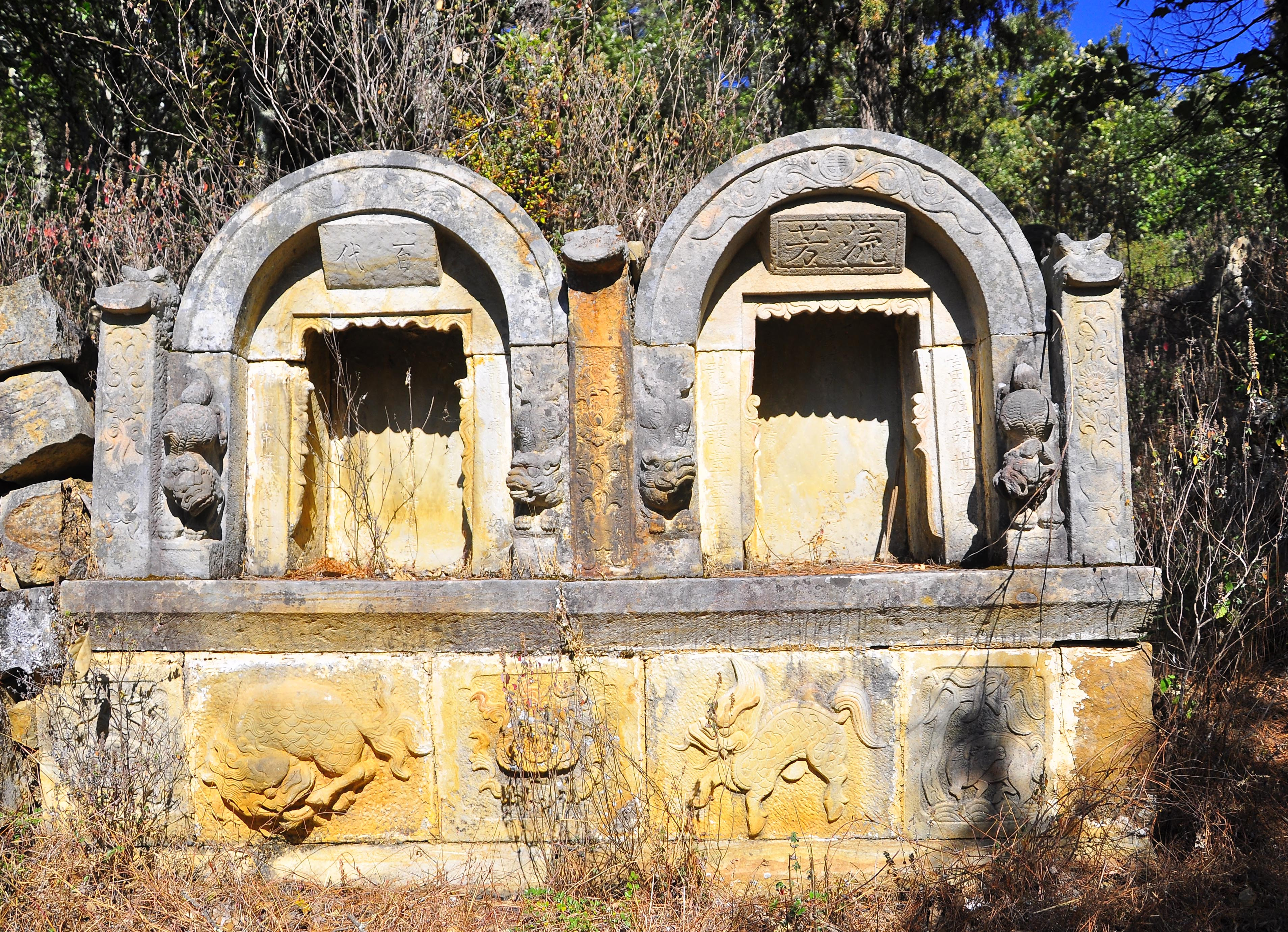
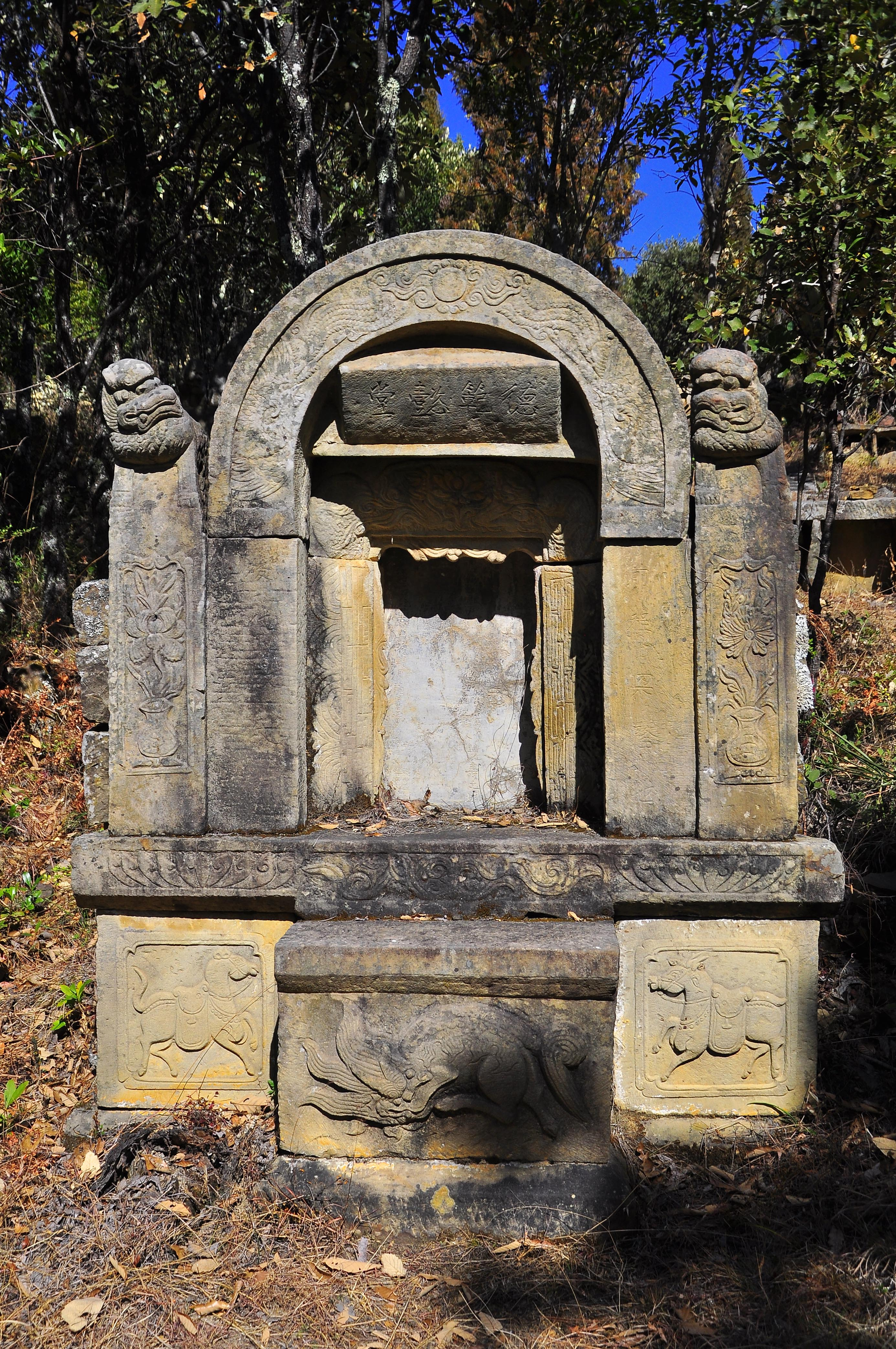